# Clemensschule Hiltrup

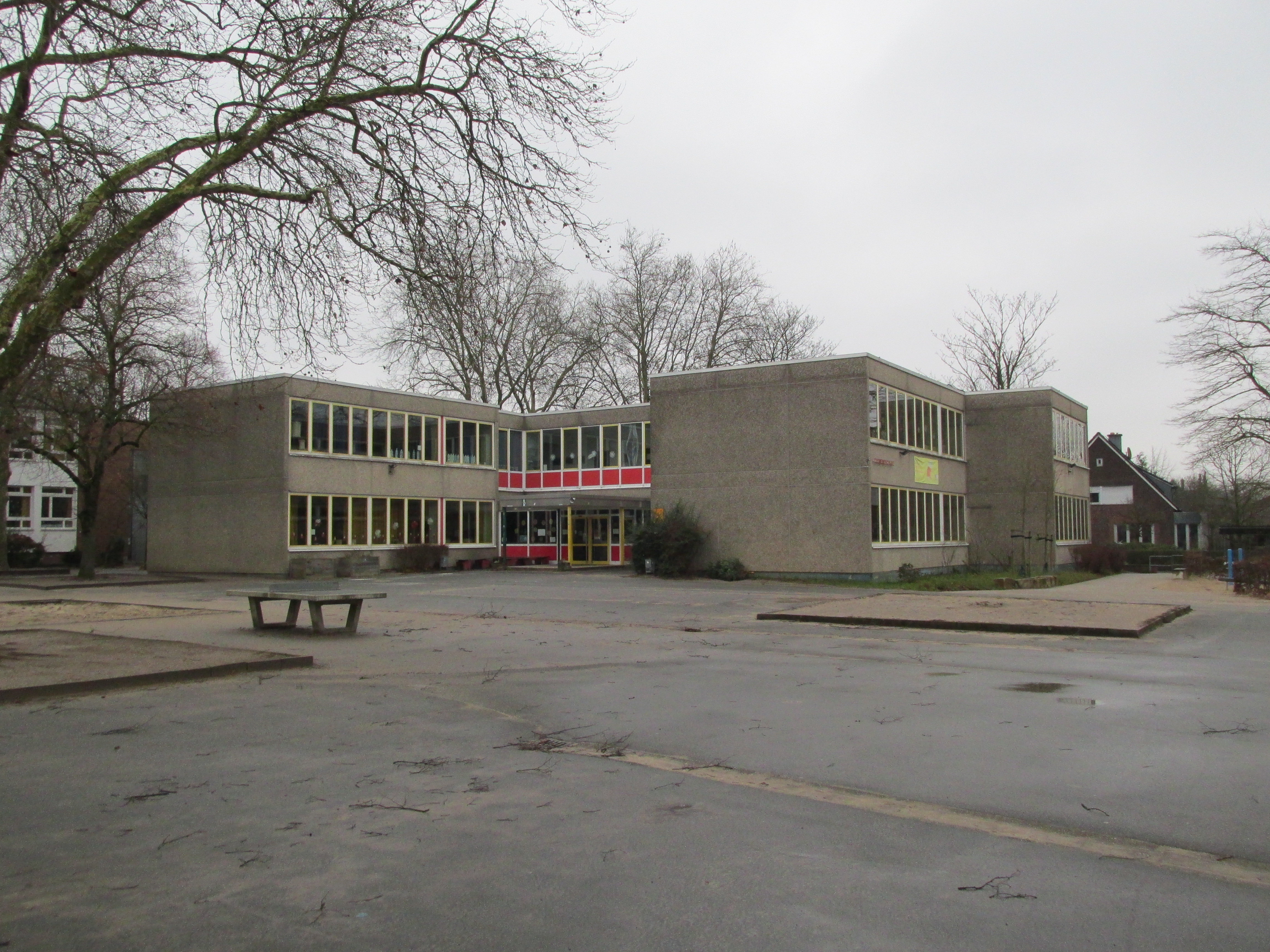

Die Clemensschule ist eine städtische katholische Grundschule in Hiltrup, dem größten Stadtteil Münsters. Der Name der Schule ist angelehnt an die Clemenskirche und die neuere St.-Clemens-Kirche im gleichen Stadtteil. Im Jahr 2008 wurde die Schule mit dem „Gütesiegel Individuelle Förderung“  ausgezeichnet. Seit 2009 wird die Schule von Barbara Prattki geleitet. Im Schuljahr 2012/2013 wurden 173 Schülerinnen und Schüler von 14 Lehrerinnen unterrichtet.

## Geschichte
Eröffnet wurde die Clemensschule im Jahr 1904 als Knabenschule mit zwei Klassenzimmern an der Clemensstraße. Im Jahr 1911 wurde die Schule auf vier und im Jahr 1925 auf acht Klassenzimmer erweitert. Vom 6. Februar 1944 bis zum 30. Januar 1946 musste die Schule schließen, da bis zum 29. März 1945 zunächst ausländische Arbeiter der Organisation Todt die Schule bewohnten. Nachdem amerikanische Truppen in Hiltrup eingerückt waren, bewohnten diese die Schule bis zur Wiedereröffnung.
Im Jahr 1951 wurde an der Kardinalstraße der Unterricht in einem Schulneubau nach den Sommerferien aufgenommen. Der Neubau wurde im Jahr 1958 erweitert.
Seit 1968 ist die Clemenschule durch die Trennung der Volksschulen in Grund- und Hauptschulen eine eigenständige Grundschule.
Nach diversen Auslagerungen von Klassen aufgrund steigender Schülerzahlen wurde der Clemensschule im Dezember 1973 das Gebäude der Paul-Gerhardt-Schule an der Bodelschwinghstraße zugewiesen. 1995 wurden an dieser Adresse durch ein Erweiterungsgebäude neue Klassenzimmer geschaffen.
Im Jahr 2004 feierte die Schule 100-jähriges Bestehen.
Im Jahr 2008 wurde zusammen mit der Paul-Gerhardt-Schule ein neuer Ganztagsbereich eröffnet.

## Projekte und Auszeichnungen
Seit 1983 übernimmt die Clemensschule eine Patenschaft über einen Kindergarten in Bangalore, der von den Missionsschwestern vom Heiligsten Herzen Jesu geleitet wird. Im Jahr 1988 wurde der Projekttag „Schule einmal anders“ eingeführt. Zur Unterstützung der geschlechtsspezifischen Erziehung von Jungen und Mädchen fand erstmals 1999 die Projektwoche „Mein Körper gehört mir“ statt.
Stark engagiert ist die Schule bei dem Thema  Umweltschutz. Im Jahr 1997 machte die Stadt Münster die Clemenschule zur Umweltschule. Nach 2002 erreicht die Schule diesen Status auf europäischer Ebene. Im darauffolgenden Jahr nahm die Schule am Landesprojekt world-energy-school" teil und wurde Umweltschule der Welt. Seit 2004 befindet sich auf dem Schuldach der eine Fotovoltaik-Anlage.  2005 gewann die Clemensschule den Zweiten Preis beim Wettbewerb „Energieschule NRW“ der Energieagentur NRW. 2008 wird die Schule im Rahmen der Agenda 21 „Schule der Zukunft“. Im Jahr 2010 fand ein Umwelttag in der Clemensschule statt.

## Förderverein
Seit 1979 besteht ein eingetragener Förderverein der Clemensschule. Dieser soll zur Verbesserung der Arbeitsbedingungen beitragen, die Schule in ihrer Arbeit sowie die Schülerinnen und Schüler in sozialen Aspekten unterstützen und die Zusammenarbeit zwischen Schule, Eltern und Freunden der Schule fördern.